# Faro de Cabo Carvoeiro
El Faro de Cabo Carvoeiro (en portugués: Farol do Cabo Carvoeiro) es un faro situado en el Cabo Carvoeiro, cerca de la ciudad de Peniche, 
región Oeste de Portugal. Entró en funcionamiento en 1790, lo que le hace ser uno de los más antiguos de Portugal.

## Historia
El faro fue mandado edificar por orden del Marqués de Pombal fechada el 1 de febrero de 1758, entrando en funcionamiento en 1790. Tenía instalada una linterna de 8 caras. Según descripciones de mediados del siglo XIX, estaba iluminado por un conjunto de lámparas de Argand alimentadas con aceite y tenía una óptica catóptrica de 16 reflectores parabólicos.
En 1881 se decide su reedificación dado el mal estado en el que se encontraba. El 1 de febrero de 1886 estaba ya en funcionamiento. Estaba equipado con una óptica de 3.er orden y un candelero de tres mechas alimentado con petróleo. Su característica era una luz roja fija con 17 millas náuticas de alcance. Asimismo en ese año fue instalada una señal sonora de aire comprimido.
En 1923 fue sustituida la óptica por una de 4.º orden montada en un sistema giratorio. El faro pasó a emitir grupos de cuatro destellos de luz roja. En 1947 pasó a ser alimentado con gas y electrificado y cambiada su lámpara a una de incandescencia eléctrica en 1952.
El faro fue automatizado en 1988 instalándose una óptica e iluminación compuesto de un tambor de ópticas selladas, semejantes a los faros de los automóviles, que guardan una buena relación alcance/consumo.
Desde 1975 el faro es atendido por 8 personas entre los que se incluyen los que atienden el cercano faro de Berlenga.
En 1949 fue montado un radiofaro que al dejar de ser útil para la navegación, fue desmontado en 2001. Además en 2002 fue instalada una estación de posicionamiento GPS, que junto con el que se ha instalado en Sagres, aseguran el funcionamiento de dicho sistema en todo el litoral portugués.

## Características
El faro emite grupos de tres destellos de luz blanca en un ciclo total de 15 segundos. Tiene un alcance nominal nocturno de 15 millas náuticas. Asimismo cuenta con una luz de reserva con un alcance de 13 millas náuticas. Dispone también de una estación de posicionamiento GPS diferencial.